# Erdödy-Keglevićův palác
Erdödy-Keglevićův palác (chorvatsky Palača Erdödy-Keglević) se nachází v hlavním městě Chorvatska, Záhřebu, na adrese Ćirila i Metoda 4, resp. na Jezuitském náměstí (chorvatsky Jezuitski trg). Stavba je chráněna jako kulturní památka. Je evidována v katalogu chorvatských kulturních památek pod číslem Z-617. V budově na tzv. Horním městě (chorvatsky Gornji Grad) dnes sídlí Právnická fakulta záhřebské univerzity.
Historický význam stavby je mimo jiné dán také tím, že v ní měl umístěnu svoji tiskárnu chorvatský obrozenec Ljudevit Gaj. Ljudevit Gaj v domě také bydlel. Stavba v minulosti různě měnila podobu, postupně vznikala již od 17. století. Tehdy oba šlechtické rody koupily původní pozemek. Jedna z budov současného paláce vznikla v roce 1777 a sloužila jako rezidence Petra Nepomuka Semagea. Druhá část stavby byla postavena v polovině století devatenáctého.